# Рабинович Розалія Мойсеївна
Розалія Мойсеївна Рабинович (нар. 1895, Київ — пом. 1988, Москва) — радянський живописець, графік, сценограф, художник декоративно-прикладного мистецтва; член групи Х.Л.А.М., об'єднання РОСТА в 1928 році, член і експонент Товариства художників-громадських працівників у 1928—1930 роках та член Спілки художників СРСР. Сестра театрального художника Ісака Рабиновича.

## Біографія
Народилася у 1895 році у місті Києві (тепер Україна) в сім'ї художника. У 1912–1916 роки навчалась у Київській рисувальній школі Миколи Мурашка; у 1918–1919 роки в студії декоративного мистецтва Олександри Екстер. 1919 року переїзала до Москви де у 1919–1925 роках навчалася у ВХУТЕМАСі у Олександра Осмьоркіна, Дмитра Щербиновського та Роберта Фалька.
З 1929 року працювала на фабриці ручного розпису тканин. З 1933 року викладала в секторі театрального оформлення в Центральному будинку художнього виховання дітей імені А. С. Бубнова. У 1940—1943 роках була у складі бригади художників театру в Ашхабаді. У повоєнні роки викладала в дитячій студії Будинку піонерів і в Московському будинку архітекторів.
Померла у Москві у 1988 році.

## Творчість
Писала портрети, пейзажі, займалася плакатом і промисловим дизайном. Оформила низку вистав в Державному центральному театрі юного глядача. Серед робіт:
- плакат «Красная авиация штурмует моря» (1920-ті);
- плакат «Броненосец Потемкин» (1920-ті).

Брала участь у виставках з 1925 року.
Твори художниці зберігаються в Третьяковській галереї, Державному музеї образотворчих мистецтв імені О. С. Пушкіна, Державному центральному театральному музеї імені О. О. Бахрушина, Каракалпацького державному музеї мистецтв імені І. В. Савицького в Нукусі.